# آکوینا (ماساچوست)
آکوینا(به انگلیسی: Aquinnah) شهرکی در شهرستان دوکز ایالت ماساچوست می‌باشد که در سال ۱۸۷۰ بنیان‌گذاری شده‌است. این شهرک در سرشماری سال ۲۰۱۰ میلادی، ۳۱۱ نفر جمعیت داشته‌است.